# Callosciurus caniceps
Callosciurus caniceps är en däggdjursart som först beskrevs av Gray 1842. Den ingår i släktet praktekorrar och familjen ekorrar. IUCN kategoriserar arten globalt som livskraftig, och populationerna är stabila.

## Underarter
Catalogue of Life skiljer mellan 8 underarter:
- Callosciurus caniceps caniceps (Gray, 1842)
- Callosciurus caniceps adangensis (Miller, 1903)
- Callosciurus caniceps altinsularis (Miller, 1903)
- Callosciurus caniceps bimaculatus (Temminck, 1853)
- Callosciurus caniceps casensis (Miller, 1903)
- Callosciurus caniceps concolor (Blyth, 1856)
- Callosciurus caniceps domelicus (Miller, 1903)
- Callosciurus caniceps fallax (Robinson and Kloss, 1914)

## Beskrivning
Pälsen på ovansidan varierar från gråaktig (med randiga, agoutifärgade hår) till gulbrun. I de nordliga delarna av utbredningsområdet är färgen klarorange under torrtiden, men gråaktig under regntiden. På Malackahalvön är ovansidan fläckigt orangebrun året runt.  Buksidan är vanligen silvergrå, men kan ha en dragning åt rödaktigt. Vissa populationer har rödbruna fläckar på buken. Svansspetsen är svart hos den population som lever i Thailand, men grå på Malackahalvön. Kroppslängden är 21 till 24 cm, exklusive den 18,5 till 24,5 cm långa svansen.

## Utbredning
Denna praktekorre förekommer i Myanmar, Thailand, på Malackahalvön samt som en separat population i Yunnan-provinsen i Kina. Det antas att arten också förekommer i nordvästligaste Laos väster om Mekong.

## Ekologi
Arten vistas vanligen i låglandet men i bergstrakter når den 2 500 meter över havet. Arten förefaller föredra skogar med dipterokarpträd och kraftig, buskartad undervegetation. Den kan emellertid återfinnas i en mängd olika habitat, som plantager och andra odlade områden, nyplanterad skog och trädgårdar.
Individerna är aktiva på dagen och vistas främst i trädkronorna, även om de ibland ger sig ner på marken för att leta mat. Denna består främst av växtdelar som frukter samt en del insekter. De bygger klotformade bon på de övre grenarna på små träd eller buskar.